# Гайчук, Виктор Владимирович
Виктор Владимирович Гайчук (рум. Victor Gaiciuc; род. 12 марта 1957, с. Пепены, Сынжерейский район, Молдавская ССР, СССР) — советский и молдавский военный государственный и политический деятель, дипломат. Министр обороны Республики Молдова с 19 апреля 2001 по 15 октября 2004 года, с 14 ноября 2019 по 16 марта 2020 года и с 9 ноября по 23 декабря 2020 года (исполняющий обязанности с 23 декабря 2020 по 6 августа 2021 года). Советник Президента Республики Молдова в области обороны и национальной безопасности, Секретарь Высшего совета безопасности Республики Молдова с 12 августа по 22 ноября 2019 года и с 17 марта по 20 ноября 2020 года.
Председатель Союза офицеров Республики Молдова с 2012 года. Кавалер Ордена Республики (2017). Дивизионный генерал (2020).

## Биография
Родился 12 марта 1957 в селе Пепены Сынжерейского района Молдавской ССР. С детства мечтал стать лётчиком:
Наверное, на меня повлияли книга и фильм о знаменитом летчике Алексее Маресьеве «Повесть о настоящем человеке». У меня тогда в сознании отложилось, что лётчики — это отважные, смелые, благородные люди. Когда это чувство у меня появилось, я стремился всеми силами его реализовать — отправлял письма в военное училище, начал учить тот иностранный язык, который нужно было сдавать на экзаменах, усиленно занимался спортом. Кроме того, я родился в селе Пепены, которое находится неподалёку от военного аэродрома в Маркулештах. С ранних лет я наблюдал, как в небе летают истребители МИГ. Мне они казались серебряными птицами. Конечно, мне тоже хотелось летать. И я счастлив, что смог реализовать свою детскую мечту.

### Образование
Окончил Харьковское высшее военное авиационное училище лётчиков в 1978 году. С 1986 по 1989 год обучался в Военно-политической академии имени В. И. Ленина. В 1997 году прошёл курсы Колледжа НАТО в Риме. Владеет русским и французским языками. Доктор исторических наук.

### Служба в Вооружённых силах СССР
После окончания Харьковского училища лётчиков с 1978 по 1986 год проходил службу в ВВС СССР лётчиком, старшим лётчиком, командиром звена, заместителем командира эскадрилии авиационного полка в Забайкальском и Белорусском военных округах.
После окончания Военно-политической академии имени В. И. Ленина, в 1989 году продолжил службу в Белорусском военном округе. Начальник учебного отдела, после — заместитель командира авиационного полка, отвечающий за подготовку кадров.

### Служба в Вооружённых силах Республики Молдова
В 1993 году возвратился в Республику Молдова, где был назначен главным специалистом, начальником отдела гуманитарной подготовки Управления обучения кадров Министерства обороны Республики Молдова. С 1994 года возглавлял дирекцию по обучению. Под руководством Гайчука были разработаны гуманитарные и юридические программы подготовки и обучения солдат-срочников, сержантов, младшего и среднего офицерского состава. Преподавательский состав начал комплектоваться военными и гражданскими педагогами. Так же выступал с инициативой по разработке концепции военно-патриотического воспитания молодёжи в Республике Молдова. Эта концепция, наряду с планом действий, была впоследствии утверждена Постановлением Правительства и, с незначительными изменениями, остаётся действенной до сих пор. Гайчуку принадлежит идея, которую он посчитал необходимой и целесообразной: включить в процесс военного образования морально-христианский элемент, в связи с чем инициировал заключение соглашения о сотрудничестве с Молдавско-Кишинёвской митрополией. В результате во всех воинских подразделениях были включены должности капелланов, которые работают среди солдат, присутствуя на всех военных мероприятиях и праздниках, способствуя военно-патриотическому образованию военнослужащих. Помимо образовательных программ, под руководством Виктора Гайчука были составлены воинские уставы, начат процесс по подготовке к изданию в 8 томах «Книги памяти Молдавии», а разработанная законодательная и нормативная база стала основой для создания впоследствии Центра исследований обороны и безопасности Военной академии Республики Молдова.
С 3 июня 1997 по 7 апреля 1999 года — заместитель министра обороны Республики Молдова, отвечающий за подготовку кадров, военное право и международные отношения.
В 1999—2000 годах — комиссар Военно-административного управления Министерства обороны Республики Молдова. С 14 апреля 2000 по 11 мая 2001 года — вновь заместитель министра обороны, ответственный за международное сотрудничество, в том числе с НАТО («Партнёрство во имя мира»).

### Министр обороны
На основании вотума доверия, предоставленного парламентом, Указом Президента Республики Молдова от 19 апреля 2001 года полковник Виктор Гайчук назначен министром обороны Республики Молдова в правительстве Василия Тарлева. 20 февраля 2002 года было присвоено воинское звание бригадного генерала. 15 октября 2004 года освобождён от должности министра обороны Республики Молдова.

### Дипломатическая служба
7 февраля 2005 года был назначен Чрезвычайным и полномочным послом Республики Молдова в Королевстве Бельгия и Представителем Республики Молдова в НАТО. 19 октября 2005 года по совместительству назначен Чрезвычайным и полномочным послом Республики Молдова в Великом Герцогстве Люксембург, с резиденцией в Брюсселе. 16 декабря 2005 года по совместительству назначен Чрезвычайным и полномочным послом Республики Молдова в Королевстве Нидерланды с резиденцией в Брюсселе.
Что же касается дипломатической работы, то могу отметить исключительно положительный опыт, исключительно уважительное отношение как со стороны коллег по НАТО, которые знали, что я не кадровый дипломат, а генерал, летчик-истребитель, который летал на МИГах, так и со стороны многих европейских представителей, с которыми пришлось общаться и работать. И даже со стороны европейских коронованных особ. Например, когда вручал верительные грамоты королеве Нидерландов Беатрикс, то по протоколу нового посла встречает воинский караул. А я вижу, что весь караул — в синей форме. Королева Беатрикс сказала: «Мы знаем, что вы — в прошлом военный лётчик. Поэтому специально для вас в почётном карауле стоят только представители ВВС». Чисто по-человечески мне это было очень приятно.
11 ноября 2009 года в связи с истечением срока пребывания в дипломатическом представительстве отозван с должности Чрезвычайного и полномочного посла Республики Молдова в Королевстве Бельгия и Представителя Республики Молдова в НАТО, а также с занимаемой по совместительству должности Чрезвычайного и полномочного посла Республики Молдова в Великом Герцогстве Люксембург, в Королевстве Нидерланды.

### Государственная служба
С 1 января 2010 по 24 февраля 2019 года — руководитель страховой компанией «Accord Grup», специализирующейся на страховании авиационных рисков.
С 2012 года — председатель Союза офицеров Республики Молдова.

### Политическая деятельность
В 2017 году президент Республики Молдова Игорь Додон выдвинул Виктора Гайчука на пост министра обороны в правительстве демократа Павла Филипа. Однако кандидатуру Гайчука отклонили и назначили Евгения Стурзу, причём за отказ назначать Стурзу Конституционный суд Республики Молдова временно отстранил от исполнения президентских обязанностей президента Игоря Додона, в результате назначение Стурзы утвердил Председатель парламента Республики Молдова Андриан Канду, ставший преемником Додона на срок необходимый для утверждения министра обороны.
На парламентских выборах в феврале 2019 года вошёл в список кандидатов ПСРМ и стал депутатом Парламента Республики Молдова X законодательного созыва. 3 сентября 2019 года Виктор Гайчук отказался от мандата депутата Парламента Республики Молдова, в связи с тем что принял предложение главы государства занять должность советника Президента Республики Молдова в области обороны и национальной безопасности и секретаря Высшего совета безопасности.
12 августа 2019 года назначен на пост советника президента в области обороны и национальной безопасности и секретаря Высшего совета безопасности, сменив Артура Гуменюка, назначенного заместителем Директора Службы информации и безопасности Республики Молдова.
2 сентября 2019 года принял участие в ежегодной встрече секретарей советов безопасности государств—участников СНГ в Москве, где встретился со своим российский коллегой Николаем Патрушевым. Секретарь Совета Безопасности Российской Федерации Патрушев «поздравил Гайчука с назначением на должность секретаря Высшего совета безопасности Республики Молдова и подчеркнул важность продолжения рабочего взаимодействия между аппаратами советов безопасности двух стран, правоохранительных органов, военных ведомств и спецслужб России и Молдовы», — говорится в сообщении Совбеза РФ. Патрушев также предложил Гайчуку принять участие в ежегодной встрече секретарей советов безопасности государств—участников СНГ, запланированной на ноябрь 2019. Виктор Гайчук в свою очередь «подчеркнул необходимость сотрудничества между структурами путём обмена информацией и консультаций по вопросам представляющим взаимный интерес, а также выразил мнение о поиске необходимости в определении и разработке новых методов сотрудничества и заверил российскую сторону в том, что Администрация Президента Республики Молдова продолжит проведение взвешенной внешней политики и выстраивание партнёрских отношений, основываясь на национальных интересах Республики Молдовы».

### Министр обороны Республики Молдова
12 ноября 2019 года Парламент выразил вотум недоверия Правительству, отправив его в отставку. Через два дня, 14 ноября 2019 года, было сформировано новое правительство, а Гайчук был назначен министром обороны в составе нового правительства Молдовы. В тот же день президент Игорь Додон вручил ему знамя министра обороны.
16 марта 2020 года был освобождён от должности министра обороны.

### Дальнейшая служба
17 марта 2020 года вновь назначен на должность советника Президента Республики Молдова в области обороны и национальной безопасности и секретаря Высшего совета безопасности.
18 марта 2020 года присвоено воинское звание дивизионного генерала.
9 ноября 2020 года вновь назначен министром обороны. 23 декабря 2020 года правительство Иона Кику подало в отставку, исполнял обязанности с 23 декабря 2020 по 6 августа 2021 года.

## Семья
Жена — Валентина Гайчук, сыновья — Сергей и Адриан.
Родственник экс-президента Республики Молдова Игоря Додона, который был нанашем (посажённым отцом) на свадьбе Сергея — старшего сына Виктора Гайчука.

## Награды
Имеет награды Казахстана, Кыргызстана, Украины.
- Медаль «За безупречную службу» II степени
- Медаль «За безупречную службу» III степени
- Медаль «100-летие авиации»
- Медаль Национальной армии
- Орден Преподобного Паисия Величковского II степени (Православная церковь Молдовы)
- Орден командора (Королевства Бельгия)
- Орден «Верность Родине» III степени (12 марта 2007) — за заслуги в обеспечении обороноспособности государства и вклад в развитие сотрудничества между Республикой Молдова и другими государствами и международными организациями[42]
- Орден «Верность Родине» II степени (14 марта 2012) — за заслуги в развитии ветеранского движения, вклад в воспитание молодого поколения в духе патриотизма и плодотворную организаторскую и общественную деятельность[43]
- Орден Республики (27 августа 2017) — за особые заслуги перед государством, долголетний плодотворный труд в различных областях, высокие профессиональные качества и активную общественную деятельность[44]